# Science Citation Index

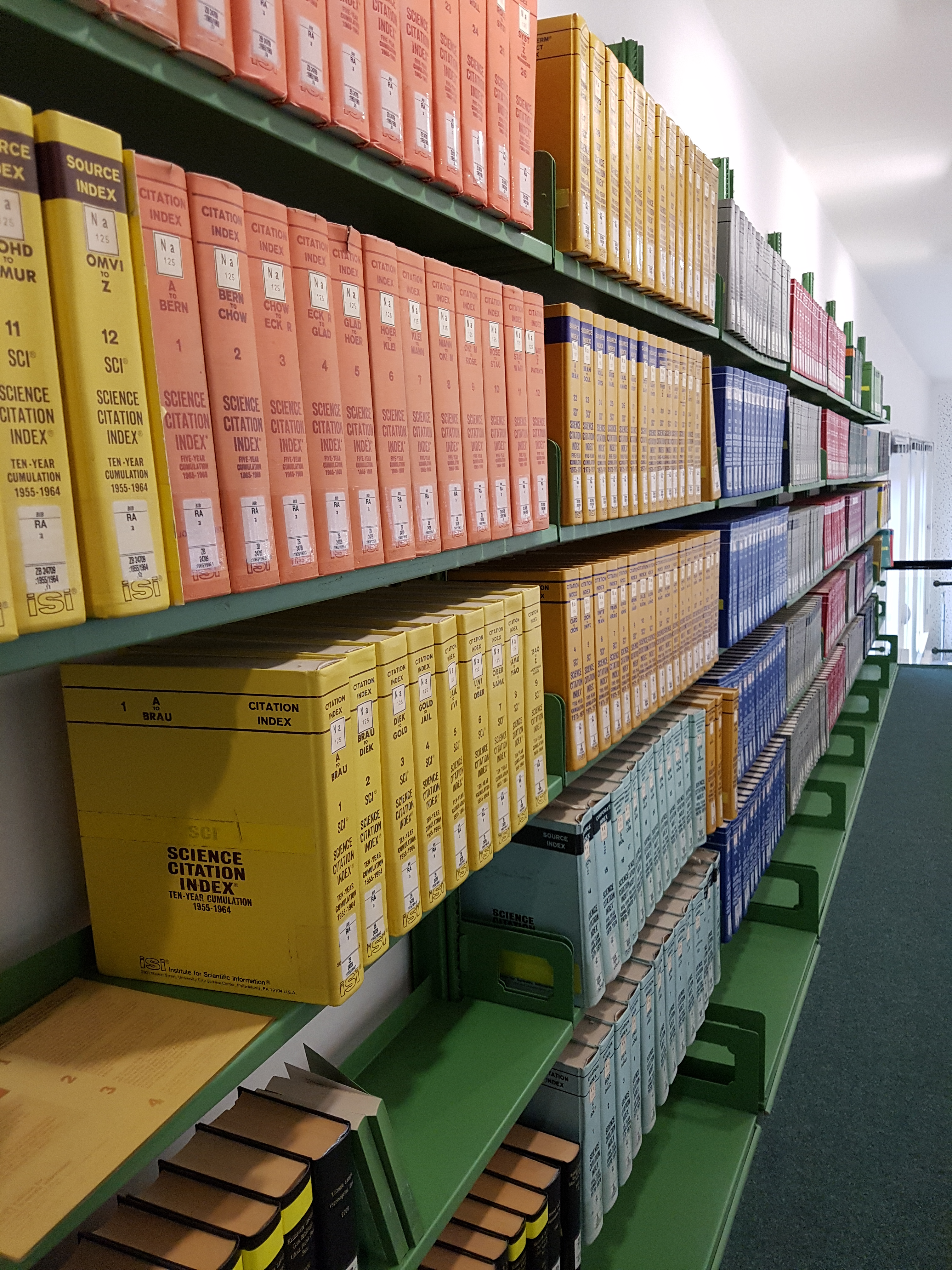

Science Citation Index (SCI) – indeks cytowań pierwotnie opracowany przez Institute for Scientific Information (ISI) i stworzony przez Eugene’a Garfielda. Został oficjalnie wprowadzony na rynek w 1964 roku. Obecnie jest własnością Clarivate Analytics (wcześniej Thomson Reuters zajmującej się własnością intelektualną i nauką). Większa wersja (Science Citation Index Expanded) obejmuje ponad 6650 znaczących czasopism, w 150 dyscyplinach, od 1900 roku do chwili obecnej. Są one alternatywnie określane jako wiodące na świecie czasopisma naukowe i technologiczne ze względu na rygorystyczny proces selekcji.
Indeks jest dostępny online za pośrednictwem różnych platform, takich jak Web of Science i SciSearch. (Istnieją również wydania CD i drukowane, obejmujące mniejszą liczbę czasopism). Ta baza danych pozwala badaczowi zidentyfikować, które późniejsze artykuły cytowały jakikolwiek wcześniejszy artykuł lub cytowały artykuły dowolnego konkretnego autora lub były cytowane najczęściej. Thomson Reuters sprzedaje również kilka podzbiorów tej bazy danych, zwanych „indeksami cytowań specjalistycznych”, takimi jak indeks cytowań neurobiologicznych i indeks cytowań chemicznych.